# Ede
Pronunciação
Ede é uma cidade na província de Guéldria, no centro dos Países Baixos. Sua principal economia é a indústria química e a indústria mecânica. Fica a 25 km do mar. Seu relevo não ultrapassa 50 metros de altitude. É banhada apenas por pequenos rios que desaguam no rio Reno. Ede fica a menos de 10 km do rio Reno e, em média, 30 km de distância da fronteira Alemanha-Países Baixos. 
A área do município é de 318,68 Km², sendo 0,35 Km² de água. A população da cidade chega a 107.476 habitantes (censo de 2006) e sua densidade demográfica é de 338/km².